# Ела-Аміда
Ела-Аміда (Алла-Аміда) (*д/н — 439/450) — цар Аксуму в 432—439/450 роках. Деякі досліджники вважають, що він панував після Калеба.

## Життєпис
Син царя Еона або Езани. Посів трон близько 432 року. Відомий лише за 3 написами — один зроблено мовою ґеез, два інші є двомовними, складені грецькою й сабейською мовами. З них відомо про боротьбу з повстанням племен беджа у злитті річок Ніл і Артаба. Ймовірно кушити також продовжували чинити спротив аксумітам.
Помер у 439 або 450 році. Ймовірніша друга дата. 439 року напевне оголосив царем-співволодарем старшого сина Ебану, який посів трон 450 року.